# Liste des cavités naturelles les plus longues de l'Isère
La liste des cavités naturelles les plus longues de l'Isère recense, sous forme de tableau(x), les cavités souterraines naturelles connues dans ce département français, dont le développement est supérieur ou égal à mille mètres.
La communauté spéléologique considère qu'une cavité souterraine naturelle n'existe vraiment qu'à partir du moment où elle est « inventée » c'est-à-dire découverte (ou redécouverte), inventoriée, topographiée et publiée. Bien sûr, la réalité physique d'une cavité naturelle est la plupart du temps bien antérieure à sa découverte par l'homme ; cependant tant qu'elle n'est pas explorée, mesurée et révélée, la cavité naturelle n'appartient pas au domaine de la connaissance partagée.
La liste spéléométrique des 97 plus longues cavités naturelles de l'Isère (≥ mille mètres) est actualisée à fin décembre 2023.
La plus longue cavité souterraine naturelle répertoriée dans le département de l'Isère est  « le réseau de l'Alpe », sur les communes de Sainte-Marie-du-Mont, Chapareillan et Saint-Pierre-d'Entremont (cf. ligne 1 du tableau ci-dessous).
| \| Histogramme de la répartition des plus longues cavités naturelles de l'Isère par classe de développement -- Les 98 cavités citées fin 2021 sont réparties en 4 classes de développement -- \| \| \| \| \| \| \| \| \| \| \| \| \| \| \| classe I >= 5 000 m 21 cavité[s] \| classe II >= 2 000 m et < 5 000 m 30 cavités \| classe III >= 1 500 m et < 2 000 m 17 cavités \| classe IV >= 1 000 m et < 1 500 m 29 cavités \| \| |                                  |                                              |                                               |                                              |  |
| Le graphique qui aurait dû être présenté ici ne peut pas être affiché car il utilise l'ancienne extension Graph, désactivée pour des questions de sécurité. Des indications pour créer un nouveau graphique avec la nouvelle extension Chart sont disponibles ici . |                                  |                                              |                                               |                                              |  |
| Histogramme de la répartition des plus longues cavités naturelles de l'Isère par classe de développement -- Les 98 cavités citées fin 2021 sont réparties en 4 classes de développement -- |                                  |                                              |                                               |                                              |  |
| |                                  |                                              |                                               |                                              |  |
| | classe I >= 5 000 m 21 cavité[s] | classe II >= 2 000 m et < 5 000 m 30 cavités | classe III >= 1 500 m et < 2 000 m 17 cavités | classe IV >= 1 000 m et < 1 500 m 29 cavités |  |

## Cavités de l'Isère (France) de développement supérieur ou égal à5 000 mètres
21 cavités sont recensées dans cette « classe I » au 31-12-2023.
| Réf. | Cavité (autres noms)               | Commune                                                      | Massif ou zone                         | Coordonnées (WGS 84)        | Développe. (mètres) | Dénivel. (mètres) | Sources ou références | Mise à jour |
| ---- | ---------------------------------- | ------------------------------------------------------------ | -------------------------------------- | --------------------------- | ------------------- | ----------------- | --- | ----------- |
| 1    | Réseau de l'Alpe                   | Sainte-Marie-du-Mont, Chapareillan, Saint-Pierre-d'Entremont | Massif de la Chartreuse                | 45° 25′ 07″ N, 5° 54′ 49″ E | +72 300, m          | +0655, m          | Robert Durand | 2012-03     |
| 2    | Système du Granier                 | Chapareillan, Entremont-le-Vieux                             | Massif de la Chartreuse                | 45° 27′ 34″ N, 5° 55′ 39″ E | +55 725, m          | +0635, m          | Robert Durand, Grottocenter & Spelunca n°73                                                                                          | 2012-03     |
| 3    | Réseau de la Dent de Crolles       | Saint-Pierre-de-Chartreuse, Plateau-des-Petites-Roches       | Massif de la Chartreuse                | 45° 19′ 34″ N, 5° 51′ 29″ E | +55 407, m          | +0681, m          | CDS 38 & Scialet n°39 | 2011-04     |
| 4    | Trou Qui Souffle                   | Autrans-Méaudre en Vercors                                   | Massif du Vercors                      | 45° 09′ 01″ N, 5° 31′ 03″ E | +51 220, m          | +0670, m          | CDS 38, Dominique Artru - Scialet n°38 & Grottes et gouffres du Vercors-Inventaire spéléologique-Tome 1 Nord Vercors-première partie | 2022-08     |
| 5    | Réseau du gouffre Berger           | Engins                                                       | Massif du Vercors                      | 45° 13′ 09″ N, 5° 36′ 17″ E | +45 118, m          | +1 271, m         | Scialet n°45 | 2022-11     |
| 6    | Réseau du Clot d'Aspres            | Villard-de-Lans, Le Gua                                      | Massif du Vercors                      | 45° 01′ 11″ N, 5° 34′ 34″ E | +42 000, m          | +1 066, m         | Grottocenter | 2018-02     |
| 7    | Réseau de Coufin - Chevaline       | Choranche                                                    | Massif du Vercors                      | 45° 04′ 29″ N, 5° 23′ 54″ E | +32 301, m          | +0425, m          | Scialet n°32 | 2010-01     |
| 8    | Réseau de Malissard                | Saint-Pierre-d'Entremont, Plateau-des-Petites-Roches         | Massif de la Chartreuse                | 45° 23′ 24″ N, 5° 53′ 28″ E | +18 160, m          | +0415, m          | Dominique Artru - Scialet n°38 & Bernard Loiseleur                                                                                   | 2010-01     |
| 9    | Grotte de Gournier                 | Choranche                                                    | Massif du Vercors                      | 45° 04′ 37″ N, 5° 23′ 45″ E | +18 000, m          | +0680, m          | Dominique Artru - Scialet n°38 & Spéléo magazine n°35                                                                                | 2010-01     |
| 10   | Cuves de Sassenage                 | Sassenage                                                    | Massif du Vercors                      | 45° 12′ 30″ N, 5° 39′ 06″ E | +12 000, m          | +0443, m          | Spéléo magazine n°94 | 2010-01     |
| 11   | Scialet Candy                      | Villard-de-Lans                                              | Massif du Vercors                      | 45° 01′ 43″ N, 5° 34′ 37″ E | +11 500, m          | +0568, m          | Scialet n°46 | 2018-01     |
| 12   | Système Pinet - Brouillard         | Chapareillan, Saint-Pierre-d'Entremont, Sainte-Marie-du-Mont | Massif de la Chartreuse                | 45° 26′ 03″ N, 5° 54′ 46″ E | +11 175, m          | +0507, m          | Chartreuse souterraine & Grottocenter                                                                                                | 2010-01     |
| 13   | Grotte Roche Chalve - Trou du Cœur | Villard-de-Lans, Rencurel                                    | Massif du Vercors                      | 45° 05′ 40″ N, 5° 29′ 45″ E | +10 154, m          | +0460, m          | Scialet n°29 , Scialet n°30 , speleocaullireau.blogspot.fr & spelenfolie.free                                                        | 2010-01     |
| 14   | Grotte Vallier                     | Seyssins                                                     | Massif du Vercors, Le Moucherotte      | 45° 08′ 53″ N, 5° 38′ 38″ E | +9 287, m           | +0405, m          | Scialet n°19, topographie grotte Vallier, Scialet n° 21, geoglaciaire.net & Audra Philippe, Rochette Pierre                          | 2010-01     |
| 15   | Grotte de Bournillon               | Châtelus                                                     | Massif du Vercors                      | 45° 03′ 16″ N, 5° 25′ 59″ E | +7 886, m           | +0180, m          | Spéléo magazine n°100, 103 & Laurent Garnier                                                                                         | 2019-09     |
| 16   | Scialet de Peljonc                 | Autrans-Méaudre en Vercors                                   | Massif du Vercors                      | 45° 07′ 30″ N, 5° 31′ 06″ E | +7 200, m           | +0241, m          | Scialet n°31 | 2010-01     |
| 17   | Réseau de Bovinant                 | Saint-Pierre-d'Entremont                                     | massif de la Chartreuse, Grand Som     | 45° 23′ 19″ N, 5° 49′ 00″ E | +6 836, m           | +0723, m          | Scialet n°1, Scialet n°14 & Scialet n°38                                                                                             | 2010-01     |
| 18   | Grottes de la Balme                | La Balme-les-Grottes                                         | Isle-Crémieu                           | 45° 51′ 08″ N, 5° 20′ 22″ E | +5 300, m           | +0063, m          | Scialet n°31 | 2010-01     |
| 19   | Gouffre Marco Polo                 | Saint-Christophe-sur-Guiers                                  | Massif de la Chartreuse                | 45° 24′ 38″ N, 5° 47′ 35″ E | +5 215, m           | +0530, m          | Scialet n°6, Scialet n°8 & Scialet n°18                                                                                              | 2010-01     |
| 20   | Scialet de la Combe de Fer         | Corrençon-en-Vercors                                         | Massif du Vercors, Rochers de la Balme | 44° 59′ 50″ N, 5° 31′ 48″ E | +5 000, m           | +0580, m          | Scialet n°26 | 2010-01     |
| 21   | Antre des Damnés                   | Corrençon-en-Vercors                                         | Massif du Vercors, Rochers de la Balme | 44° 58′ 58″ N, 5° 31′ 14″ E | +5 000, m           | +0865, m          | Scialet n°11 | 2010-01     |

## Cavités de l'Isère (France) de développement compris entre2 000 mètreset4 999 mètres
30 cavités sont recensées dans cette « classe II » au 31-12-2023.
| Réf. | Cavité (autres noms)                 | Commune                     | Massif ou zone                           | Coordonnées (WGS 84)        | Développe. (mètres) | Dénivel. (mètres) | Sources ou références                                                               | Mise à jour |
| ---- | ------------------------------------ | --------------------------- | ---------------------------------------- | --------------------------- | ------------------- | ----------------- | ----------------------------------------------------------------------------------- | ----------- |
| 22   | Scialet du Garde Forestier           | Autrans-Méaudre en Vercors  | Massif du Vercors                        | 45° 13′ 27″ N, 5° 34′ 12″ E | +4 999, m           | +0290, m          | Scialet n°44, Scialet n°48 & Scialet n°48                                           | 2022-05     |
| 23   | Scialet de l'Espoir                  | Autrans-Méaudre en Vercors  | Massif du Vercors                        | 45° 07′ 11″ N, 5° 30′ 27″ E | +4 913, m           | +0496, m          | Compagnons de la Nuit Minérale                                                      | 2010-01     |
| 24   | Grotte inférieure de Bury            | Izeron                      | Massif du Vercors                        | 45° 07′ 45″ N, 5° 25′ 56″ E | +4 900, m           | +0520, m          | Scialet n°4                                                                         | 2010-01     |
| 25   | Trou Lisse à Combone                 | Saint-Pierre-d'Entremont    | Massif de la Chartreuse, Grand Som       | 45° 23′ 43″ N, 5° 49′ 03″ E | +4 500, m           | +0303, m          | Fabien Leguet                                                                       | 2010-01     |
| 26   | Gouffre de Gampaloup                 | Autrans-Méaudre en Vercors  | Massif du Vercors                        | 45° 09′ 03″ N, 5° 33′ 52″ E | +4 492, m           | +0452, m          | Scialet n°32 & Spéléo magazine                                                      | 2010-01     |
| 27   | Scialet du Gay Bunny - Lapin Pédé    | Autrans-Méaudre en Vercors  | Massif du Vercors                        | 45° 06′ 31″ N, 5° 30′ 16″ E | +4 491, m           | +0418, m          | Scialet n°20 & Scialet no 33                                                        | 2010-01     |
| 28   | Scialet des Croix Brûlées            | Autrans-Méaudre en Vercors  | Massif du Vercors                        | 45° 12′ 17″ N, 5° 32′ 46″ E | +4 491, m           | +0483, m          | Scialet n°26                                                                        | 2010-01     |
| 29   | Scialet du Clos de la Fure           | Corrençon-en-Vercors        | Massif du Vercors, Rochers de la Balme   | 44° 58′ 58″ N, 5° 31′ 50″ E | +4 300, m           | +0580, m          | LSD n°4                                                                             | 2010-01     |
| 30   | Grotte Fallait Juste S'acharner      | Noyarey                     | Massif du Vercors                        | 45° 14′ 10″ N, 5° 35′ 33″ E | +4 070, m           | +0297, m          | Scialet no 37, Scialet n°38, Scialet n°41, Spéléo magazine n°84 & furets-jaunes.org | 2013-10     |
| 31   | Scialet de la Combe Oursière         | Lans-en-Vercors             | Massif du Vercors                        | 45° 05′ 28″ N, 5° 36′ 56″ E | +3 550, m           | +0327, m          | Scialet n°17 & Scialet n°20                                                         | 1989-01     |
| 32   | Les Cinq Scialets - Hachoir à Viande | Corrençon-en-Vercors        | Massif du Vercors, Rochers de la Balme   | 44° 59′ 39″ N, 5° 31′ 50″ E | +3 441, m           | +0655, m          | Scialet n°22 & LSD n°5                                                              | 2010-01     |
| 33   | Grotte Roche                         | Villard-de-Lans             | Massif du Vercors                        | 45° 04′ 16″ N, 5° 29′ 54″ E | +3 200, m           | +0121, m          | Scialet n°37, Grottocenter, Sébastien Chantepie, Martin Couturieux & Scialet n°47   | 2019-10     |
| 34   | Réseau Jacques Chalon                | Saint-Joseph-de-Rivière     | Massif de la Chartreuse, Grande Sure     | 45° 20′ 30″ N, 5° 42′ 51″ E | +3 000, m           | +0314, m          | Scialet no 12 & Scialet no 15                                                       | 2010-01     |
| 35   | Scialet du Grizzly                   | Autrans-Méaudre en Vercors  | Massif du Vercors                        | 45° 06′ 05″ N, 5° 30′ 34″ E | +3 000, m           | +0436, m          | Dominique Artru - Scialet n°38 , spelenfolie.free & Scialet n°29                    | 2010-01     |
| 36   | Scialet Moussu                       | Corrençon-en-Vercors        | Massif du Vercors, La Grande Moucherolle | 45° 00′ 50″ N, 5° 33′ 03″ E | +2 947, m           | +0529, m          | Moucherolle souterraine                                                             | 2018-01     |
| 37   | Gouffre du Grand Glacier             | Chapareillan                | Massif de la Chartreuse, Sommet du Pinet | 45° 26′ 04″ N, 5° 54′ 52″ E | +2 926, m           | +0371, m          | Grottocenter                                                                        | 2010-01     |
| 38   | Antre des Argonautes                 | Autrans-Méaudre en Vercors  | Massif du Vercors                        | 45° 13′ 50″ N, 5° 32′ 59″ E | +2 888, m           | +0319, m          | Scialet n°44, FJS & Spéléo magazine                                                 | 2021-06     |
| 39   | Grotte Lafaille - Jallier            | Saint-Christophe-sur-Guiers | Massif de la Chartreuse                  | 45° 25′ 23″ N, 5° 48′ 52″ E | +2 760, m           | +0104, m          | Scialet n°9, Scialet n°37, Scialet n°39 & Le fil n°19                               | 2010-01     |
| 40   | Réseau Ded                           | Saint-Pierre-de-Chartreuse  | Massif de la Chartreuse, Charmant Som    | 45° 19′ 33″ N, 5° 46′ 11″ E | +2 718, m           | +0693, m          | Scialet n°1, Scialet n°38 & Spéléo Magazine n°124.                                  | 2023-02     |
| 41   | Trou Pinambour - Gouffre à Maule     | Saint-Pierre-d'Entremont    | Massif de la Chartreuse, Grand Som       | 45° 23′ 27″ N, 5° 49′ 03″ E | +2 617, m           | +0180, m          | Fabien Leguet                                                                       | 2010-01     |
| 42   | Gouffre du Loup Garou                | Saint-Joseph-de-Rivière     | Massif de la Chartreuse, Grande Sure     | 45° 20′ 33″ N, 5° 42′ 48″ E | +2 600, m           | +0556, m          | Scialet n°13 & Scialet n°21                                                         | 2010-01     |
| 43   | Grotte de Saint-Quentin              | Saint-Quentin-sur-Isère     | Massif du Vercors                        | 45° 16′ 25″ N, 5° 33′ 05″ E | +2 516, m           | +0207, m          | Scialet n°27 & L'Echo des Vulcains n°77 & Info Plongée n°112.                       | 2021-03     |
| 44   | Scialet des Pullis                   | Château-Bernard             | Massif du Vercors, La Grande Moucherolle | 45° 00′ 08″ N, 5° 33′ 17″ E | +2 394, m           | +0688, m          | Scialet n°45 & Scialet n°46                                                         | 2018-01     |
| 45   | Glacière d'Autrans                   | Autrans-Méaudre en Vercors  | Massif du Vercors                        | 45° 14′ 02″ N, 5° 33′ 36″ E | +2 325, m           | +0221, m          | Scialet n°18                                                                        | 2018-08     |
| 46   | Scialet Juju                         | Autrans-Méaudre en Vercors  | Massif du Vercors                        | 45° 09′ 57″ N, 5° 31′ 00″ E | +2 323, m           | +0303, m          | Scialet n°25                                                                        | 2010-01     |
| 47   | Scialet de la Bulle                  | Corrençon-en-Vercors        | Massif du Vercors, Rochers de la Balme   | 44° 58′ 55″ N, 5° 32′ 02″ E | +2 274, m           | +0396, m          | LSD n°6                                                                             | 2010-01     |
| 48   | Scialet Collavet                     | Saint-Andéol                | Massif du Vercors                        | 44° 56′ 32″ N, 5° 29′ 49″ E | +2 200, m           | +0292, m          | LSD n°1                                                                             | 2010-01     |
| 49   | Grotte de Pré Martin                 | Choranche                   | Massif du Vercors                        | 45° 04′ 00″ N, 5° 21′ 49″ E | +2 135, m           | +0105, m          | Scialet n°14                                                                        | 2010-01     |
| 50   | Scialet Bleu                         | Saint-Andéol                | Massif du Vercors, Rochers de la Balme   | 44° 57′ 03″ N, 5° 30′ 01″ E | +2 000, m           | +0150, m          | Scialet n°45 & Gilles Palué,                                                        | 2010-01     |
| 51   | Grotte des Choucas                   | Tréminis                    | Massif du Dévoluy                        | 44° 43′ 25″ N, 5° 48′ 28″ E | +2 000, m           | +0110, m          | Spelunca n°75                                                                       | 2010-01     |

## Cavités de l'Isère (France) de développement compris entre1 500 mètreset1 999 mètres
17 cavités sont recensées dans cette « classe III » au 31-12-2023.
| Réf. | Cavité (autres noms)            | Commune                    | Massif ou zone                               | Coordonnées (WGS 84)        | Développe. (mètres) | Dénivel. (mètres) | Sources ou références                                                  | Mise à jour |
| ---- | ------------------------------- | -------------------------- | -------------------------------------------- | --------------------------- | ------------------- | ----------------- | ---------------------------------------------------------------------- | ----------- |
| 52   | Grotte Théophile                | Huez                       | Massif des Grandes Rousses                   | 45° 05′ 58″ N, 6° 06′ 01″ E | +1 986, m           | +0374, m          | Scialet n°14, Scialet n°15, Spéléo magazine & Spéléochronos 1997       | 2010-01     |
| 53   | Grotte Henry                    | Lans-en-Vercors            | Massif du Vercors                            | 45° 09′ 02″ N, 5° 35′ 59″ E | +1 900, m           | +0099, m          | Dominique Artru - Scialet n°38 & Scialet n°13                          | 2010-01     |
| 54   | Gouffre de l'Aup du Seuil no 41 | Plateau-des-Petites-Roches | Massif de la Chartreuse, Lances de Malissard | 45° 21′ 44″ N, 5° 53′ 15″ E | +1 900, m           | +0329, m          | Scialet n°15                                                           | 2010-01     |
| 55   | Grotte des Lutins               | Lans-en-Vercors            | Massif du Vercors                            | 45° 06′ 16″ N, 5° 33′ 00″ E | +1 853, m           | +0092, m          | Scialet n°49                                                           | 2021-01     |
| 56   | Gouffre de Génieux              | Saint-Pierre-de-Chartreuse | massif de la Chartreuse, Forêt de Génieux    | 45° 19′ 59″ N, 5° 44′ 18″ E | +1 850, m           | +0675, m          | Dominique Artru - Scialet n°38 & Bruno Talour & Scialet n°19           | 2010-01     |
| 57   | Scialet du Playnet              | Saint-Andéol               | Massif du Vercors                            | 44° 58′ 00″ N, 5° 31′ 27″ E | +1 840, m           | +0472, m          | Scialet n°44                                                           | 2010-01     |
| 58   | Gouffre Ténébreux               | Plateau-des-Petites-Roches | Massif de la Chartreuse, Lances de Malissard | 45° 22′ 43″ N, 5° 53′ 09″ E | +1 823, m           | +0360, m          | Dominique Artru - Scialet n°38 & Scialet n°19                          | 2010-01     |
| 59   | Scialet du Tonnerre             | Lans-en-Vercors            | Massif du Vercors                            | 45° 05′ 25″ N, 5° 36′ 43″ E | +1 745, m           | +0550, m          | Dominique Artru - Scialet n°38 , Scialet, Scialet n°20 & Spelunca n°52 | 2010-01     |
| 60   | Source du Cernon                | Chapareillan               | massif de la Chartreuse                      | 45° 27′ 02″ N, 5° 56′ 20″ E | +1 700, m           | +0051, m          | Dominique Artru - Scialet n°38 & Grottocenter                          | 2010-01     |
| 61   | Trou du Piton                   | Chapareillan               | massif de la Chartreuse                      | 45° 26′ 49″ N, 5° 56′ 04″ E | +1 697, m           | +0177, m          | CDS 73                                                                 | 2020-01     |
| 62   | Goule Noire                     | Rencurel                   | Massif du Vercors                            | 45° 04′ 28″ N, 5° 29′ 31″ E | +1 645, m           | +0084, m          | Scialet n°39 & Info Plongée n°106.                                     | 2010-01     |
| 63   | Gouffre de Mauvernay            | Saint-Pierre-de-Chartreuse | massif de la Chartreuse, Grand Som           | 45° 22′ 31″ N, 5° 48′ 24″ E | +1 600, m           | +0507, m          | LSD no 2                                                               | 2010-01     |
| 64   | Scialet de Malaterre            | Villard-de-Lans            | Massif du Vercors, La Grande Moucherolle     | 45° 02′ 35″ N, 5° 29′ 35″ E | +1 600, m           | +0230, m          | Dominique Artru - Scialet n°38 & Grottocenter                          | 2018-01     |
| 65   | Scialet des Sarrasins           | Château-Bernard            | Massif du Vercors                            | 44° 59′ 38″ N, 5° 32′ 39″ E | +1 600, m           | +0450, m          | Dominique Artru - Scialet n°38 & Scialet n°16                          | 2010-01     |
| 66   | Grotte du Sureau                | Plateau-des-Petites-Roches | Massif de la Chartreuse, Dent de Crolles     | 45° 18′ 28″ N, 5° 51′ 19″ E | +1 507, m           | +0125, m          | Scialet no 50                                                          | 2022-01     |
| 67   | Grotte de la Cambise            | Saint-Pierre-de-Chartreuse | massif de la Chartreuse                      | 45° 21′ 10″ N, 5° 46′ 28″ E | +1 500, m           | +0146, m          | Dominique Artru - Scialet n°38 , Scialet n°37 & Grottocenter           | 2010-01     |
| 68   | Scialet A6                      | Engins                     | Massif du Vercors                            | 45° 12′ 59″ N, 5° 36′ 11″ E | +1 500, m           | +0305, m          | Scialet n°7 & Scialet n°40                                             | 2005-01     |

## Cavités de l'Isère (France) de développement compris entre1 000 mètreset1 499 mètres
29 cavités sont recensées dans cette « classe IV » au 31-12-2023.
| Réf. | Cavité (autres noms)            | Commune                    | Massif ou zone                               | Coordonnées (WGS 84)        | Développe. (mètres) | Dénivel. (mètres) | Sources ou références                                               | Mise à jour |
| ---- | ------------------------------- | -------------------------- | -------------------------------------------- | --------------------------- | ------------------- | ----------------- | ------------------------------------------------------------------- | ----------- |
| 69   | Scialet du Mortier sud          | Autrans-Méaudre en Vercors | Massif du Vercors                            | 45° 14′ 18″ N, 5° 34′ 58″ E | +1 460, m           | +0390, m          | Scialet N°12 & Scialet N°13                                         | 2010-01     |
| 70   | Scialet du Tétras-Lyre          | Corrençon-en-Vercors       | Massif du Vercors, La Grande Moucherolle     | 45° 00′ 47″ N, 5° 33′ 00″ E | +1 456, m           | +0350, m          | Scialet n°43 & Scialet n°47                                         | 2019-10     |
| 71   | Scialet des Choucas             | Lans-en-Vercors            | Massif du Vercors                            | 45° 05′ 23″ N, 5° 37′ 00″ E | +1 400, m           | +0333, m          | Scialet n°19                                                        | 2010-01     |
| 72   | Scialet du Trisou               | Villard-de-Lans            | Massif du Vercors                            | 45° 02′ 40″ N, 5° 28′ 33″ E | +1 388, m           | +0273, m          | Dominique Artru - Scialet n°38 & Grottocenter                       | 2005-01     |
| 73   | Gouffre Popy                    | Chapareillan               | massif de la Chartreuse                      | 45° 27′ 10″ N, 5° 55′ 28″ E | +1 372, m           | +0152, m          | Dominique Artru - Scialet n°38                                      | 2010-01     |
| 74   | Scialet du Zakapouët            | Saint-Andéol               | Massif du Vercors                            | 44° 58′ 06″ N, 5° 31′ 33″ E | +1 350, m           | +0655, m          | Scialet n°38, Spelunca n°117 & Floriane Dénarié                     | 2010-01     |
| 75   | Puits Skill                     | Saint-Pierre-d'Entremont   | Massif de la Chartreuse, Grand Som           | 45° 24′ 27″ N, 5° 49′ 37″ E | +1 345, m           | +0249, m          | Dominique Artru - Scialet n°38 & Fabien Leguet                      | 2010-01     |
| 76   | Gouffre Cavernicole             | Plateau-des-Petites-Roches | Massif de la Chartreuse, Lances de Malissard | 45° 23′ 01″ N, 5° 53′ 12″ E | +1 315, m           | +0362, m          | Scialet n°10                                                        | 2010-01     |
| 77   | Scialet des Cagoulards          | Corrençon-en-Vercors       | Massif du Vercors, La Grande Moucherolle     | 45° 00′ 46″ N, 5° 32′ 44″ E | +1 300, m           | +0420, m          | Scialet n°31                                                        | 2018-01     |
| 78   | Gouffre Choupette               | La Buisse                  | Massif de la Chartreuse                      | 45° 19′ 14″ N, 5° 38′ 29″ E | +1 300, m           | +0235, m          | Scialet n°31                                                        | 2005-01     |
| 79   | Grotte de Saint-Aupre           | Saint-Aupre                | Massif de la Chartreuse                      | 45° 23′ 54″ N, 5° 40′ 26″ E | +1 290, m           | +0021, m          | Scialet n°39 & Laura Bonnefois                                      | 2010-01     |
| 80   | Trou Garou                      | Autrans-Méaudre en Vercors | Massif du Vercors                            | 45° 09′ 07″ N, 5° 33′ 42″ E | +1 281, m           | +0125, m          | Scialet n°29                                                        | 2010-01     |
| 81   | Grotte d'Envernibard            | Autrans-Méaudre en Vercors | Massif du Vercors                            | 45° 06′ 29″ N, 5° 30′ 14″ E | +1 255, m           | +0219, m          | Scialet n°33 & Grottocenter                                         | 2010-01     |
| 82   | Gouffre Motus                   | Saint-Pierre-de-Chartreuse | massif de la Chartreuse, Forêt de Génieux    | 45° 19′ 24″ N, 5° 44′ 00″ E | +1 250, m           | +0386, m          | Scialet n°44                                                        | 2010-01     |
| 83   | Grotte des Jumeaux              | Veurey-Voroize             | Massif du Vercors                            | 45° 14′ 41″ N, 5° 35′ 07″ E | +1 231, m           | +0205, m          | Scialet n°16                                                        | 2005-01     |
| 84   | Scialet des Crêtes Ventées      | Villard-de-Lans            | Massif du Vercors, La Grande Moucherolle     | 45° 00′ 58″ N, 5° 34′ 08″ E | +1 227, m           | +0329, m          | Dominique Artru - Scialet n°38 & Grottocenter                       | 2018-01     |
| 85   | Scialet de l'Été Indien         | Château-Bernard            | Massif du Vercors, La Grande Moucherolle     | 45° 00′ 02″ N, 5° 34′ 29″ E | +1 225, m           | +0255, m          | LSD n°11                                                            | 2005-01     |
| 86   | Grotte de la Cascade            | Châtelus                   | Massif du Vercors                            | 45° 03′ 20″ N, 5° 26′ 06″ E | +1 215, m           | +0037, m          | Dominique Artru - Scialet n°38 & Scialet n°1                        | 2010-01     |
| 87   | Trou de la Bête                 | Sainte-Marie-du-Mont       | Massif de la Chartreuse                      | 45° 25′ 20″ N, 5° 55′ 24″ E | +1 210, m           | +0257, m          | Scialet n°7 & Dominique Artru                                       | 2005-01     |
| 88   | Puits de l'Écho                 | Saint-Pierre-de-Chartreuse | massif de la Chartreuse, Grand Som           | 45° 22′ 44″ N, 5° 48′ 30″ E | +1 200, m           | +0374, m          | Dominique Artru - Scialet n°38 , Scialet n°1 & Spéléo dossiers n°17 | 2010-01     |
| 89   | Antre de Vénus                  | Autrans-Méaudre en Vercors | Massif du Vercors                            | 45° 07′ 10″ N, 5° 32′ 43″ E | +1 200, m           | +0036, m          | Scialet n°20 & Grottocenter                                         | 2010-01     |
| 90   | Scialet Chassillan              | Gresse-en-Vercors          | Massif du Vercors                            | 44° 53′ 17″ N, 5° 29′ 02″ E | +1 200, m           | +0085, m          | Speleo Vercors                                                      | 2010-01     |
| 91   | Scialet du Lièvre Blanc         | Villard-de-Lans            | Massif du Vercors, La Grande Moucherolle     | 45° 01′ 19″ N, 5° 33′ 43″ E | +1 115, m           | +0528, m          | Spéléo magazine, Spelunca no 125 & Scialet no 40                    | 2018-01     |
| 92   | Scialet des Derniers Dinosaures | Corrençon-en-Vercors       | Massif du Vercors, La Grande Moucherolle     | 45° 00′ 49″ N, 5° 33′ 13″ E | +1 100, m           | +0430, m          | Scialet n°44                                                        | 2018-01     |
| 93   | Goule Blanche                   | Villard-de-Lans            | Massif du Vercors                            | 45° 04′ 01″ N, 5° 31′ 01″ E | +1 100, m           | +0138, m          | Dominique Artru - Scialet n°38 & Scialet n°16                       | 2018-01     |
| 94   | Grotte du Clot d'Aspres         | Villard-de-Lans            | Massif du Vercors                            | 45° 01′ 36″ N, 5° 34′ 32″ E | +1 100, m           | +0200, m          | Scialet n°43, Spéléo dossiers & Baudouin Lismonde                   | 2015-01     |
| 95   | Grotte du Crau                  | Autrans-Méaudre en Vercors | Massif du Vercors                            | 45° 07′ 36″ N, 5° 32′ 39″ E | +1 100, m           | +0055, m          | Dominique Artru - Scialet n°38 & Scialet n°2                        | 2010-01     |
| 96   | Trou du Grec                    | Montaud                    | Massif du Vercors                            | 45° 14′ 52″ N, 5° 32′ 23″ E | +1 000, m           | +0298, m          | Scialet n°18                                                        | 2005-01     |
| 97   | Scialet T0                      | Autrans-Méaudre en Vercors | Massif du Vercors                            | 45° 08′ 41″ N, 5° 30′ 50″ E | +1 000, m           | +0195, m          | Scialet n°22 & Scialet n°21                                         | 2010-01     |